# 関口武士
関口 武士（せきぐち たけし、1922年3月25日 - 1997年5月2日）は、日本の経営者。中央信託銀行社長を務めた。新潟県出身。

## 経歴
1947年に東京大学経済学部商業学科を卒業し、同年に東海銀行に入行。1962年6月に中央信託銀行に転じ、1971年5月に取締役に就任し、1973年11月に常務、1976年6月に専務を経て、1979年12月には社長に就任。1987年3月に会長に就任し、1993年6月に取締役相談役を経て、1995年6月には相談役に就任。
1986年11月に藍綬褒章を受章し、19954月に勲三等旭日中綬章を受章。
1997年5月2日に脳出血のために死去。75歳没。